# Patrimonio arquitectónico y urbano de la ciudad de La Paz
Patrimonio arquitectónico y urbano de la ciudad de La Paz es el conjunto de edificaciones identificadas y catalogadas por el Gobierno Autónomo Municipal de La Paz como elementos de valor histórico y cultural mediante la Ley de Uso de Suelos y Patrones de Asentamientos Urbanos LUSU.

## Niveles de conservación
La ley establece tres niveles de valoración que incluyen criterios de conservación, son los siguientes:
- Nivel A Monumental, preservación patrimonial  450 edificaciones.
- Nivel B  Preservación morfológica, 414 edificaciones
- Nivel C Conservación morfológica, 530 edificaciones

## Conjuntos patrimoniales

### 2013
La normativa de 2013 establecía la existencia de 12 conjuntos patrimoniales:
1. Centro Histórico
2. San Sebastián (Centro)
3. San Francisco (Centro)
4. Ismael Montes (Centro)
5. Plaza Isabel la Católica
6. Rosendo Gutiérrez
7. Obrajes,  Ley Autonómica N. 191/2016[4]
8. San Pedro
9. Conjunto Villanueva de Miraflores,Hospital General
10. Casas Alborta-Vickers en Sopocachi
11. Conjunto Francisco Bedregal,Cotahuma
12. Plaza Riosinho
13. LA ISLA DEL SOL

### 2019
La página oficial del Gobierno Municipal de La Paz identifica en 2019 12 conjuntos patrimoniales con las siguientes denominaciones:
- Conjunto Patrimonial Plaza Isabel la Católica
- Conjunto Patrimonial casas Alborta Vickers
- Conjunto Patrimonial Rosendo Gutiérrez
- Conjunto Patrimonial Francisco Bedregal
- Conjunto Patrimonial Luis Villanueva
- Conjunto Patrimonial Plaza Riosinho
- Conjunto Patrimonial Ismael Montes
- Conjunto Patrimonial San Pedro
- Conjunto Patrimonial San Francisco
- Conjunto Patrimonial San Sebastián – Barrio de Churubamba
- Conjunto Patrimonial Centro Histórico

## Evolución de la norma
La norma de 2013 redujo de 25 a 13 los Conjuntos patrimoniales y de 2450 edificaciones catalogadas a 914. Se retiró la categoría a edificaciones ubicadas en calles Uruguay, Heriberto Gutiérrez, Gregorio Reynolds, Lisímaco Gutiérrez, Plaza del Bicentenario, Corneta Mamani, Agustín Aspiazu y  San Jorge. 

Han salido sobre todo los que están en Sopocachi, Alto Sopocachi, San Pedro, Obrajes y algo de Miraflores. No tenía sentido preservar por preservar
Gabriela Niño de Guzmán

En 2004 se registró un evento de reconocimiento a propietarios y arquitectos que realizaron trabajos de restauración y mentenimiento en edificaciones patrimoniales mediante Ordenanza Municipal.

## Críticas a la normativa
Los cambios en la catalogación de edificaciones patrimoniales han sido objeto de críticas por su flexibilización frente a la presión inmobiliaria.